# Atenzia Records
Atenzia Records är ett svenskt oberoende skivbolag som startades 2003. Från början var skivbolagets inriktning melodiös rock, powerpop och modern hårdrock men lades ner 2006. 2011 startade skivbolaget upp sin verksamhet igen och denna gång med inriktning mot dansband och rockabilly, men även med släpp inom både visgenren och melodiös rock. Företaget ägs av Pär och Christina Winberg.
Atenzia Records har sedan återstarten 2011 släppt närmare 200 album, varav många samlingsalbum, och har haft över 80 album på den svenska försäljningstopplistan varav ett 20-tal legat Topp 10. 2016 hade skivbolaget 22 album på försäljningslistan och var under några veckor Sveriges fjärde största skivbolag sett till andelar på topplistan.

## Urval av artister utgivna på Atenzia
- Bengt Hennings
- Black Jack
- Bob Stevens
- Callinaz
- Casanovas
- Cherry Tess & Her Rhythm Sparks
- Familjen Sigfridsson
- Framed
- Hans Martin
- Hedins
- Huttez
- Jack Baymoore & The Bandits
- Jack Vreeswijk
- Jannez
- Jenny Salens
- Kindbergs
- Lars Sigfridsson
- Martinez
- Mats Rådberg
- Matz Bladhs
- Mona G
- Perikles
- Sannex
- Scotts
- Simon Crashly & The Roadmasters
- Snakebite
- Streaplers
- The Boppers
- The Mule Skinner Band
- The Playtones
- The Roaring Cadillacs
- Thor Görans
- TT Grace
- Wizex